# Eva im Frack
Eva im Frack ist eine romantische Verwechslungskomödie unter der Regie von Paul Verhoeven. In den Hauptrollen agieren Inge Egger und Emil Surmann, in tragenden Rollen Kurt Seifert, Ida Wüst, Rudolf Platte und Aribert Wäscher.
Auf der Seite filmportal war zu lesen: „Ein junger Pianist hat am Tag seines ersten Engagements in einem bekannten Orchester einen Unfall. Um die Stelle nicht zu verlieren, bittet er seine Schwester, die ebenso eine begabte Musikerin ist, für ihn einzuspringen. In Männerkleidern tritt sie die Stelle an. Doch als sie einen Fehler macht, wirft der Kapellmeister sie hinaus. Später trifft er sie in Frauenkleidern wieder und verliebt sich in sie. Nach einigen Verwicklungen gelingt es, die Dinge richtig zu stellen: Der Bruder bekommt seine Stelle im Orchester, und die Schwester den Kapellmeister.“

## Handlung
Die Geschwister Sylvia und Anselm Peters haben am Konservatorium erfolgreich Musik studiert und versuchen nun, als Musiker Geld zu verdienen. Sylvia erteilt vorerst Klavierunterricht und Anselm bewirbt sich als Pianist bei verschiedenen Tanzorchestern. Musikagent Emmermann entdeckt das junge Talent und empfiehlt Anselm der Jazzband des berühmten Dirigenten Frank Witte als Pianist. Anselm wird engagiert. Begeistert telefoniert er mit seiner Schwester und rutscht beim Verlassen der Telefonzelle aus. Er verstaucht sich den Arm und wird für mindestens acht Tage nicht spielen können. Der Verlust des Engagements droht, und so fassen beide den Plan, dass die gute Pianistin Sylvia sich als Anselm ausgeben soll. Sylvia kommt als ihr Bruder verkleidet zur Gruppe und niemand schöpft Verdacht. Als die Band ein Konzert in Salzburg gibt, patzt Sylvia allerdings vor Aufregung. Perfektionist Frank Witte will sie daraufhin entlassen.
Enttäuscht legt Sylvia im Hotel ihre männliche Maskerade ab. Witte hat in der Zwischenzeit seine Entscheidung noch einmal überdacht und trifft nun im Hotelzimmer nicht den ihm bekannten Anselm Peters, sondern eine Frau an, die sich als seine Schwester Sylvia vorstellt. Witte ist von Sylvia angetan und verabredet sich mit ihr. Beide verbringen einen Tag in Salzburg und Sylvia gelingt es, Witte von Anselm zu überzeugen. Allerdings wird die ohnehin schon schwierige Situation durch die Beziehung der beiden noch komplizierter, so gibt sich Sylvia als Telefonistin beim Fernsprechamt Salzburg aus. Sie weiß nicht, dass in dem Amt tatsächlich eine Frau Peters arbeitet, die nun von Witte regelmäßig kleine Liebesbeweise zugestellt bekommt. Eines Tages stellt der Verlobte der echten Telefonistin Witte zur Rede, der perplex ist. Der gekränkte Dirigent lässt seinen Zorn am Abend an „Anselm“ Peters aus, als Sylvia mal wieder beim Spiel einen Fehler macht: Sylvia wird entlassen.
Nun wird dringend ein neuer Pianist für die Gruppe gesucht. Der inzwischen genesene Anselm darf Witte vorspielen und kann überzeugen. Witte engagiert ihn und erfährt nun auch alles über Sylvias Doppelspiel. Er verzeiht ihr, und Witte und Sylvia werden am Ende ein Paar.

## Produktionsnotizen
Der Film entstand im Atelier Berlin-Tempelhof mit Außenaufnahmen aus Salzburg. Für die Bauten waren Emil Hasler und Walter Kutz zuständig. Die Produktionsleitung lag in den Händen von Frank Clifford und Peter Wehrand. Uraufgeführt wurde Eva im Frack am 12. Januar 1951 im Corso in West-Berlin. In Österreich hatte der Film am 10. August 1951 Premiere. Die Luxor-Film Genossenschaft hatte den Verleih für die Bundesrepublik Deutschland inne.

## Kritik
Das Lexikon des internationalen Films bewertete den Film mit durchschnittlich und schrieb: Liebes- und Verwechslungskomödie um die Schwester eines Jazzpianisten. Flotte, solide inszenierte Durchschnittsunterhaltung.
Bei Kino.de hingegen sah man bei diesem Film einen überdurchschnittlichen Unterhaltungswert: „Dank Paul Verhoevens flottem Inszenierungsstil besitzt diese romantische Verwechslungskomödie durchaus gewissen Charme. Die Gags zünden zwar nicht immer, dafür sorgen flotte Tanzmusik, sympathische Charaktere und eine junge, hübsche und talentierte Wiener Schauspielerin namens Inge Egger für viel Kurzweil. Weil auch die anderen Figuren bis in die Nebenrollen hinein gut besetzt sind, besitzt dieses Lustspiel mit Herz sogar überdurchschnittlichen Unterhaltungswert. Gut gespielte Verwechslungskomödie voller Charme, Herz und Musik.“